# Venera-3
Venera-3 är en kulle i Antarktis. Den ligger i Östantarktis. Norge gör anspråk på området. Toppen på Venera-3 är 2 300 meter över havet.
Terrängen runt Venera-3 är platt åt sydväst, men åt nordost är den kuperad. Trakten är obefolkad. Det finns inga samhällen i närheten. 